# Le Temps des Gitans
Pour plus de détails, voir Fiche technique et Distribution.
Le Temps des Gitans (Дом за вешање, Dom za vešanje) est un film britanno-italo-yougoslave réalisé par Emir Kusturica. Sorti en 1988, c'est l'un des tout premiers films presque entièrement tournés en romani, la langue des tziganes. Fable baroque où la magie et le rêve hantent la réalité la plus sordide, le scénario a été élaboré par le journaliste Gordan Mihić à partir d'un fait divers.

## Synopsis
Perhan est un romanichel orphelin. Fils d'un soldat slovène et d'une romanichelle, il est élevé ainsi que sa sœur handicapée Danira par sa grand-mère dans un bidonville de Skopje en Yougoslavie (devenue la Macédoine en 1991). La vie de famille s'organise autour d'un accordéon, d'un dindon et d'un oncle déluré qui, pour soutirer de l'argent à sa mère, soulève la cabane de celle-ci par le toit. Perhan tombe amoureux d'Azra, la fille de la voisine, mais la mère refuse de donner sa fille en mariage car Perhan est pauvre et n'a pas de situation. Toutefois, durant la fête de l'Ederlezi, les deux jeunes gens échangent des promesses.
Un jour, Ahmed et un de ses frères viennent dans le bidonville. Ils sont relativement fortunés par rapport aux habitants. La grand-mère guérit le fils d'Ahmed qui, pour la remercier, accepte d'emmener Danira dans un hôpital pour qu'elle se fasse soigner. Perhan accompagne sa sœur. Durant le trajet, des enfants sont achetés et voyagent avec eux. Arrivé à l'hôpital, Ahmed convainc Perhan de ne pas rester auprès de sa sœur mais de venir avec lui en Italie pour travailler.
Arrivés à Milan, ils résident dans un petit campement dirigé par Ahmed et ses frères. Les résidents mènent une existence faite de mendicité, de prostitution, de cambriolages et d'escroqueries. Ahmed assure à Perhan qu'il fait construire une maison pour lui à Skopje et qu'il envoie chaque mois de l'argent à l'hôpital pour les soins de Danira. Les frères se disputent et se séparent. Affaibli, Ahmed désigne Perhan comme chef de la bande. Les enfants quittent le campement. C'est Perhan qui est chargé d'acheter de nouveaux enfants. Il repasse par Skopje et constate qu'Ahmed ne fait pas construire de maison pour lui. Il découvre Azra enceinte. Maintenant bien plus riche qu'avant, il se marie avec Azra, qu'il ramène en Italie. Azra meurt pendant l'accouchement. Son épargne est engloutie sous les eaux. Ahmed se réconcilie avec ses frères et disparaît du campement. Perhan découvre que sa sœur n'a jamais séjourné à l'hôpital mais a été enlevée par Ahmed. Il se met alors à la recherche d'Ahmed et de sa sœur.
Au bout de quatre ans, il retrouve sa sœur qui mendie. Elle l'amène au campement des frères où se tient le mariage d'Ahmed. Il récupère son fils de quatre ans et le met dans le train avec Danira, puis retourne au campement se venger. Il plante une fourchette dans le cou d'Ahmed, donne plusieurs coups de couteau à un autre frère. Durant sa fuite, il se fait tirer dessus par la nouvelle femme d'Ahmed. Il meurt, la cérémonie funéraire a lieu à Skopje, dans le bidonville.

## Fiche technique
- Titre original : Дом за вешање, Dom za vešanje (litt. « La Maison à pendre »)
- Titre français : Le Temps des Gitans
- Réalisation : Emir Kusturica
- Scénario : Emir Kusturica, Gordan Mihić
- Musique : Goran Bregović
- Photographie : Vilko Filač
- Costumes : Mirjana Ostojic
- Production : Mirza Pasic, Harry Saltzman
- Sociétés de production : Forum Télévision de Sarajevo, Ljubavny Film, Lowndes Productions Limited, PLB Film, Smart Egg Pictures
- Sociétés de distribution : AAA Classic (France, cinéma) ; Carlotta Films (France, DVD) ; Columbia Pictures (États-Unis, Canada) ; Columbia TriStar Film (Italie) ; Enterprise Pictures Limited (Royaume-Uni)
- Pays de production :  Yougoslavie,  Italie,  Royaume-Uni
- Langues: Serbo-croate et italien
- Genre : drame
- Durée : 132 minutes
- Dates de sortie :
  - Yougoslavie : 21 décembre 1988
  - France : 15 novembre 1989
  - Royaume-Uni : 30 novembre 1990

## Distribution
- Davor Dujmović : Perhan
- Bora Todorović (VF : Pierre Hatet) : Ahmed
- Ljubica Adzovic : la grand-mère
- Husnija Hasimovic : Merdzan
- Sinolicka Trpkova : Azra

## Musique
La musique originale est composée par Goran Bregović. La bande originale contient notamment son adaptation de la chanson folklorique traditionnelle Ederlezi, que le film a amplement contribué à populariser.
L'album de la musique originale comprend aussi deux titres issus de la bande originale du film Kuduz, du même compositeur.

## Autour du film
- Le voyage que fait Perhan traverse toute la République fédérale socialiste de Yougoslavie : parti de Skopje, il traverse la Macédoine, puis c'est au Kosovo qu'Ahmed achète Irfan (le père d'Irfan porte le traditionnel chapeau de feutre albanais, le qeleshe). Ils passent ensuite en Serbie, puis en Bosnie-Herzégovine (le chauffeur de taxi est de Brčko, au nord de la Bosnie). Ils rejoignent alors la Croatie par la célèbre autoroute de la Fraternité et de l'Unité (Belgrade-Zagreb), construite par Tito après la Seconde Guerre mondiale, et où apparaît le voile de la mère. Enfin, ils arrivent à l'hôpital de Ljubljana en Slovénie.
- Emir Kusturica a mis en scène une version de ce film pour l'Opéra Bastille à Paris en juin 2007 qu'il désigne lui-même comme un punk-opéra [1].
- Le film est sorti en DVD en 2007 accompagné d'un bonus vidéo.
- Le titre du film, pour Marcel Courthiade, est mal choisi car le terme de "Gitans" désigne la communauté de Roms vivant dans le Sud de la France et dans la péninsule ibérique. Ici, l’intrigue du film se concentre sur la communauté des Roms dans l’ex-Yougoslavie[2].

## Distinctions
- Festival de Cannes 1989 : prix de la mise en scène pour Emir Kusturica
- Guldbagge Awards 1991 : meilleur film étranger